# Кліфтон (Аризона)
Кліфтон (англ. Clifton) — місто (англ. town) в США, в окрузі Грінлі штату Аризона. Населення — 3933 особи (2020).

## Географія
Кліфтон розташований за координатами 33°1′46″ пн. ш. 109°17′2″ зх. д. / 33.02944° пн. ш. 109.28389° зх. д. (33.029502, -109.283987). За даними Бюро перепису населення США в 2010 році місто мало площу 38,39 км², з яких 37,83 км² — суходіл та 0,56 км² — водойми.

### Клімат
| Клімат : Кліфтон                                         | Клімат : Кліфтон | Клімат : Кліфтон | Клімат : Кліфтон | Клімат : Кліфтон | Клімат : Кліфтон | Клімат : Кліфтон | Клімат : Кліфтон | Клімат : Кліфтон | Клімат : Кліфтон | Клімат : Кліфтон | Клімат : Кліфтон | Клімат : Кліфтон | Клімат : Кліфтон |
| Показник                                                 | Січ.             | Лют.             | Бер.             | Квіт.            | Трав.            | Черв.            | Лип.             | Серп.            | Вер.             | Жовт.            | Лист.            | Груд.            | Рік              |
| Абсолютний максимум, °C                                  | 28,3             | 30,6             | 33,3             | 37,2             | 41,7             | 46,7             | 46,1             | 45,0             | 43,3             | 38,9             | 34,4             | 26,7             | 46,7             |
| Середній максимум, °C                                    | 15,8             | 18,6             | 21,9             | 26,4             | 31,1             | 36,7             | 37,4             | 36,0             | 33,3             | 27,4             | 20,2             | 15,6             | 26,7             |
| Середній мінімум, °C                                     | −0,2             | 2,1              | 4,7              | 8,1              | 13,3             | 18,3             | 21,1             | 20,4             | 17,4             | 11,2             | 3,7              | −0,2             | 10,0             |
| Абсолютний мінімум, °C                                   | −15,6            | −8,3             | −5,6             | −3,3             | 1,1              | −1,1             | 5,6              | 10,6             | 7,2              | 0,0              | −15,6            | −11,1            | −15,6            |
| Днів з дощем                                             | 4,6              | 4,3              | 4,5              | 1,8              | 2,2              | 2,0              | 7,1              | 8,3              | 4,9              | 3,9              | 2,9              | 3,7              | 50,2             |
| -------------------------------------------------------- | ---------------- | ---------------- | ---------------- | ---------------- | ---------------- | ---------------- | ---------------- | ---------------- | ---------------- | ---------------- | ---------------- | ---------------- | ---------------- |
| Джерело: National Oceanic and Atmospheric Administration |                  |                  |                  |                  |                  |                  |                  |                  |                  |                  |                  |                  |                  |

## Історія

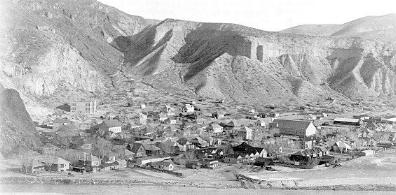
Кліфтон в 1903 році

У 1864 році Генрі Кліфтон, ім'ям якого було назване місто, дізнався про поклади корисних копалин у цій місцевості та прибув сюди. Але виявилося, що золота та срібла тут немає, натомність є розсипи міді.
Із виникненням попиту на мідь в 1870 році та відкриття шахт в цій місцевості, місто почало розвиватися як місце мідної плавки та її перевалочний пункт.

## Демографія

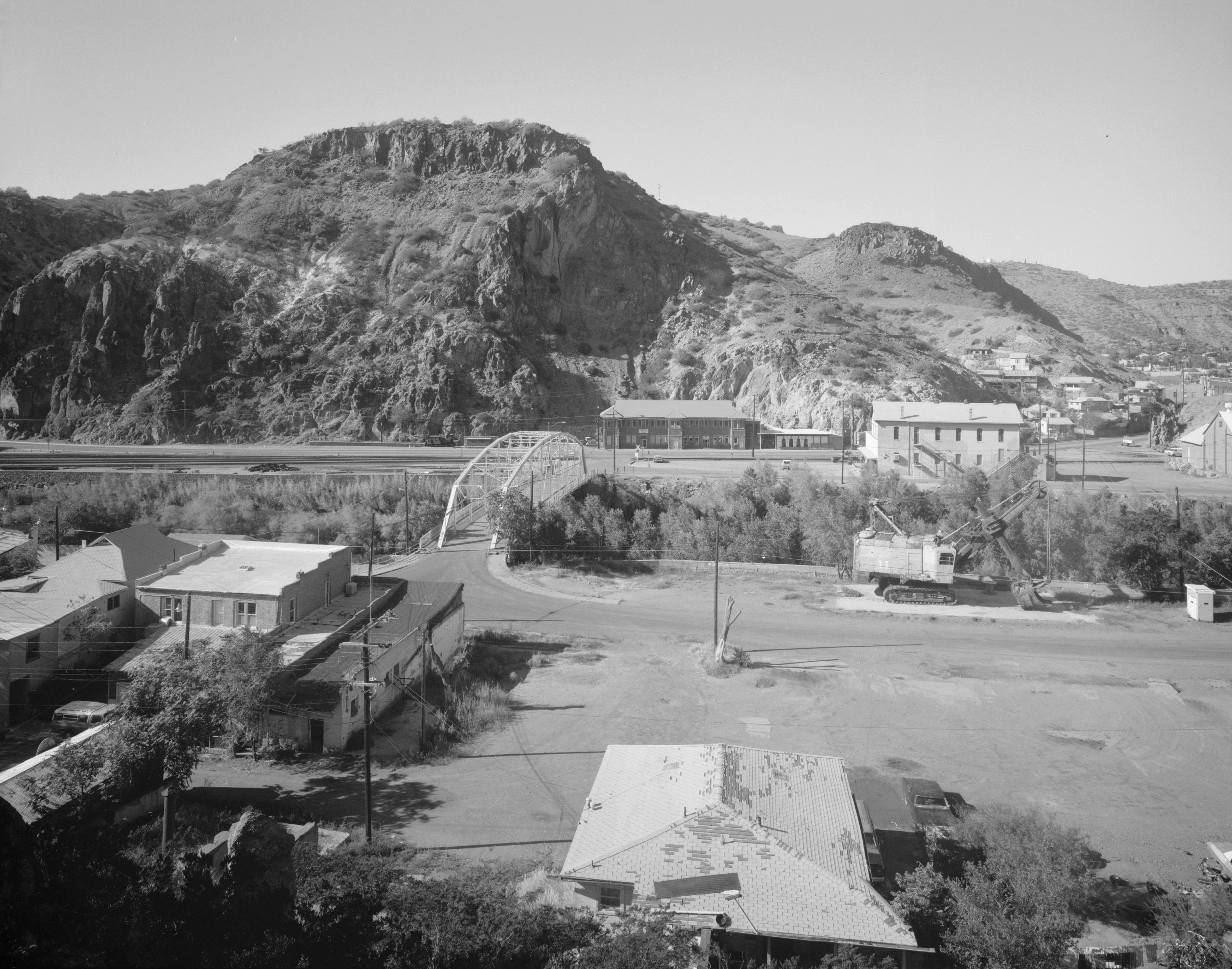
Кліфтон в 1933 році

Згідно з переписом 2010 року, у місті мешкало 3311 особа в 1185 домогосподарствах у складі 808 родин. Густота населення становила 86 осіб/км². Було 1580 помешкань (41/км²).
Расовий склад населення:
| - 70,7 % — білих - 3,3 % — корінних американців - 0,8 % — чорних або афроамериканців - 0,7 % — азіатів - 0,1 % — вихідців з тихоокеанських островів - 19,2 % — осіб інших рас |

До двох чи більше рас належало 5,2 %. Частка іспаномовних становила 60,1 % від усіх жителів.
За віковим діапазоном населення розподілялося таким чином: 31,9 % — особи молодші 18 років, 58,6 % — особи у віці 18—64 років, 9,5 % — особи у віці 65 років та старші. Медіана віку мешканця становила 30,0 року. На 100 осіб жіночої статі у місті припадало 105,1 чоловіків; на 100 жінок у віці від 18 років та старших — 103,7 чоловіків також старших 18 років.
Середній дохід на одне домашнє господарство становив 64 511 долар США (медіана — 58 036), а середній дохід на одну сім'ю — 70 321 долар (медіана — 64 167). За межею бідності перебувало 9,2 % осіб, у тому числі 7,8 % дітей у віці до 18 років та 11,0 % осіб у віці 65 років та старших.
Цивільне працевлаштоване населення становило 1331 осіб. Основні галузі зайнятості: сільське господарство, лісництво, риболовля — 46,6 %, освіта, охорона здоров'я та соціальна допомога — 13,5 %, будівництво — 9,6 %, мистецтво, розваги та відпочинок — 7,8 %.